# Obliquogobius turkayi
 Obliquogobius turkayi és una espècie de peix de la família dels gòbids i de l'ordre dels perciformes.

## Hàbitat
És un peix marí i d'aigües profundes que viu entre 434-496 m de fondària.

## Distribució geogràfica
Es troba al Mar Roig.

## Observacions
És inofensiu per als humans.